# Aethopyga shelleyi
Aethopyga shelleyi là một loài chim trong họ Nectariniidae.